# گالیما شوگوروا
گالیما شوگوروا (به انگلیسی: Galima Shugurova) زادهٔ ۸ نوامبر ۱۹۵۳ میلادی ژیمناست اهل کشور اتحاد شوروی است.